# WXYZ-TV
WXYZ-TV는 미국 미시간주 디트로이트에서 방송되는 지역방송이다. 미국 ABC 소속이며 채널 번호는 7번이다.